# Balantiucha microthyris
Balantiucha microthyris är en fjärilsart som beskrevs av Turner 1911. Balantiucha microthyris ingår i släktet Balantiucha och familjen Uraniidae. Inga underarter finns listade i Catalogue of Life.